# ألبرت بي. ريغان
ألبرت بي. ريغان (بالإنجليزية: Albert B. Reagan)‏ هو عالم إنسان أمريكي، ولد في 1871، وتوفي في 1936.